# Tolkislandet
Tolkislandet är en halvö i Finland. Den ligger i Borgå i landskapet Nyland, i den södra delen av landet, 40 km öster om huvudstaden Helsingfors.